# 交叉功能工作小组
"Cross-function groups"或者"Cross-function work groups"可称为交叉功能工作小组。
它是指在一个组织内部进行纵向和横向的交叉，使部门之间的联系更加紧密。一般情况下，交叉功能小组会根据地区或产品种类进行划分。在这些交叉功能小组中，等级原则只被用于当管理层需要进行最终表决时。
由于交叉功能小组的特殊性，其中成员都拥有"双重角色"，即他们既是纵向组织的成员也是横向组织的成员，一般情况下，他们有至少两个直接上级。
典型举例：项目小组，发展研究部门下设项目等。